# Fritz Schieri
Fritz Franz Schieri (* 27. März 1922 in München; † 24. Februar 2009 in Dachau) war ein deutscher Komponist und Dirigent.

## Leben
Schieri wuchs in München auf und machte 1940 am Wilhelmsgymnasium München Abitur.
Nach Krieg, Verwundung und Gefangenschaft konnte Schieri 1946 sein Studium an der Musikhochschule München beginnen. 1947 gründete er einen Studenten-Madrigalchor, 1948 wurde er Dozent für Musiktheorie und Chorleitung an der Hochschule für Musik und Tanz Köln. In der Werkgemeinschaft Musik leitete er Chorwochen und Chorleiterseminare in Altenberg und in der Wies.
Schieri war von 1959 bis 1990 Professor für Chorleitung, Komposition und Musiktheorie an der Hochschule für Musik und Theater München. Von 1972 bis 1981 war er Präsident der Hochschule. Für seine Verdienste wurde er 1987 zu deren Ehrenpräsidenten ernannt. Zu seinen Schülern zählen:
- Helmut Bieler, Komponist
- Winfried Bönig, Organist
- Paul Engel, Komponist und Dirigent
- Volkher Häusler, Dirigent und Chorleiter
- Gerhard Merkl, Domkapellmeister zu Passau

## Werke
Schieri wirkte mit bei der ökumenischen Psalmenübersetzung, in der Arbeitsgemeinschaft Musik im Gottesdienst und beim Einheitsgesangbuch Gotteslob, hier vor allem durch zahlreiche Kehrverse. Er schuf geistliche und weltliche Chorwerke, Kantaten, Proprien, Balladen, über tausend Sololieder mit Klavierbegleitung, Liedsätze und Kanons.